# O.159 Transport (schip, 1928)
De O.159 Transport is een stoomschip uit 1928, dat op 23 oktober 1945 door een mijn tot zinken werd gebracht.
Het schip werd in 1928 gebouwd op de scheepswerf, Cook, Welton & Gemmell Ltd., Beverley (UK) en als de St. Joan in de vaart genomen. Op 9 maart 1939 werd het omgedoopt naar Transport door De 'Oostendsche Reederij' NV (1921-1951).. Het schip werd voornamelijk aangewend voor de visserij op de visgronden van IJsland.
Op 17 oktober 1945 verliet de O.159 Transport en zijn 15-koppige bemanning de haven van Oostende om te vissen op de Doggersbank. Op 22 oktober 1945, omstreeks 06.00 uur, werd er gestopt met vissen na een goede vangst en werd er terug koers gezet naar Oostende. De weersomstandigheden waren slecht (wind SSW, kracht 7, zware zee en de zichtbaarheid beperkt door regenbuien).
Op 23 oktober 1945 rond 15.00 uur vond plots, midscheeps , een zware ontploffing plaats in de omgeving van de Noordhinder. Als gevolg daarvan werden de reddingsboot en het vlot overboord gezet en kort nadien verliet de bemanning het schip. De twee stokers Isidoor Rouzée en Carolus Asaert werden vermoedelijk reeds gedood door de ontploffing in de machinekamer. Van de dertien overgebleven bemanningsleden kropen Georges Rys en Pierre Carbon op het vlot en de overige elf in de reddingsboot. Voor hij het schip verliet had schipper Baert de stoomfluit aangezet om de aandacht te trekken van de voorbijvarende schepen. De reddingsboot en het vlot bleven in verbinding met elkaar door middel van lichten en vuurpijlen tot ongeveer 22.00 uur. Daarna werden van de reddingsboot geen seinen meer opgevangen.
Gedurende de nacht werd het weer slechter. De volgende dag, op 24 oktober 1945, zagen Georges Rys en Pierre Carbon verschillende koopvaardijschepen en vissersboten op een zekere afstand voorbijvaren. Door het slechte weer werden ze echter niet opgemerkt. Dezelfde dag, omstreeks 15.00 uur, merkten zij opnieuw een koopvaardijschip op, het Nederlandse schip de S.S. Vandevelde, dat hen wel opmerkte en hen aan boord nam. De kapitein van het schip heeft dan onmiddellijk het voorval per radio bekendgemaakt en heeft de beide geredde personen te Southampton aan wal gebracht. Op 1 november 1945 zijn deze twee personen te Oostende aangekomen.
Nadat op 24 oktober 1945 het bericht van de S.S. Vandevelde was ontvangen is de O.285 Marie José Rosette, dat toen dienst deed als visserijwachtschip en onder het bevel stond van kapitein Aspeslag, onmiddellijk uitgevaren om de reddingsboot en de elf bemanningsleden te vinden. Er werd op de plaats van het onheil gedurende 24 uur verschillende koersen gestuurd, maar zonder resultaat. Er werden wel enkele brokstukken opgepikt en verschillende zeemijnen opgemerkt.

## Noemenswaardige data
- 1 september 1940: onder leiding van schipper Robert Labbeke werd nabij het Britse eiland Saint Kilda de 54-koppige bemanning van het stoomschip Ville de Hasselt gered
- 23 oktober 1945: op een zeemijn nabij de Noordhinder gelopen en vergaan.

Dertien bemanningsleden verloren hun leven:
- Frans Baert (schipper)
- Eduard Clement (stuurman)
- Eduard Deprince
- Theodoor Verkouille
- Karel Devinck
- Emiel Major (matroos)
- Gilbert Vanmassenhove (lichtmatroos)
- Paul Rykman (scheepsjongen)
- Pierre Braem (kok)
- Henri Mestdagh (machinist)
- Charles Asaert (eerste stoker)
- Isidoor Rouzee (tweede stoker)
- Jan Missuwe (trimmer)

Twee overlevenden:
- Pierre Carbon (matroos)
- George Rys (lichtmatroos)

## Mediagalerij
|  |  |